# コストセンター
コストセンターとは経営学用語の一つ。企業が経営される内において、コストは集計されるものの利益は集計されない部門のことを言う。
このことからコストセンターでの収支は、コストの上下だけが業績に表れるため、コストを下げるということが基本的な目標として経営される。工場がコストセンターとなった場合には、その工場はコストを削減するということが目的となりそれを成せたとしても、生産ラインが単純化されて単純な製品を作るということでのみ稼動するようになっている場合がある。このため、複雑な生産体制を要する製品の注文が来た場合に生産が困難になることから、高い利益が期待できる複雑な製品での利益は期待できないという場合もある。
対義語はプロフィットセンター。